# جامعة الثالوث
جامعة الثالوث (بالإنجليزية: Trinity University)‏ هي جامعة خاصة تقع في سان أنطونيو بولاية تكساس. تأسس عام 1869، ويتألف الجسم الطلابي من حوالي 2600 طالب جامعي و200 طالب دراسات عليا. تقدم جامعة الثالوث 49 تخصصًا و61 تخصصًا من بين ستة برامج للحصول على درجات علمية،  ولها منحة قدرها 1.725 مليار دولار.
جامعة الثالوث هي مؤسسة عضو في مجموعة أنابوليس، وهي اتحاد من الكليات الوطنية المستقلة التي تشترك في الالتزام بقيم الفنون الحرة والتعليم، والكليات المرتبطة بالجنوب، وكليات الفنون الليبرالية الجنوبية الستة عشر التي تتعاون في تحسين الموظفين والمناهج الدراسية.

## التاريخ

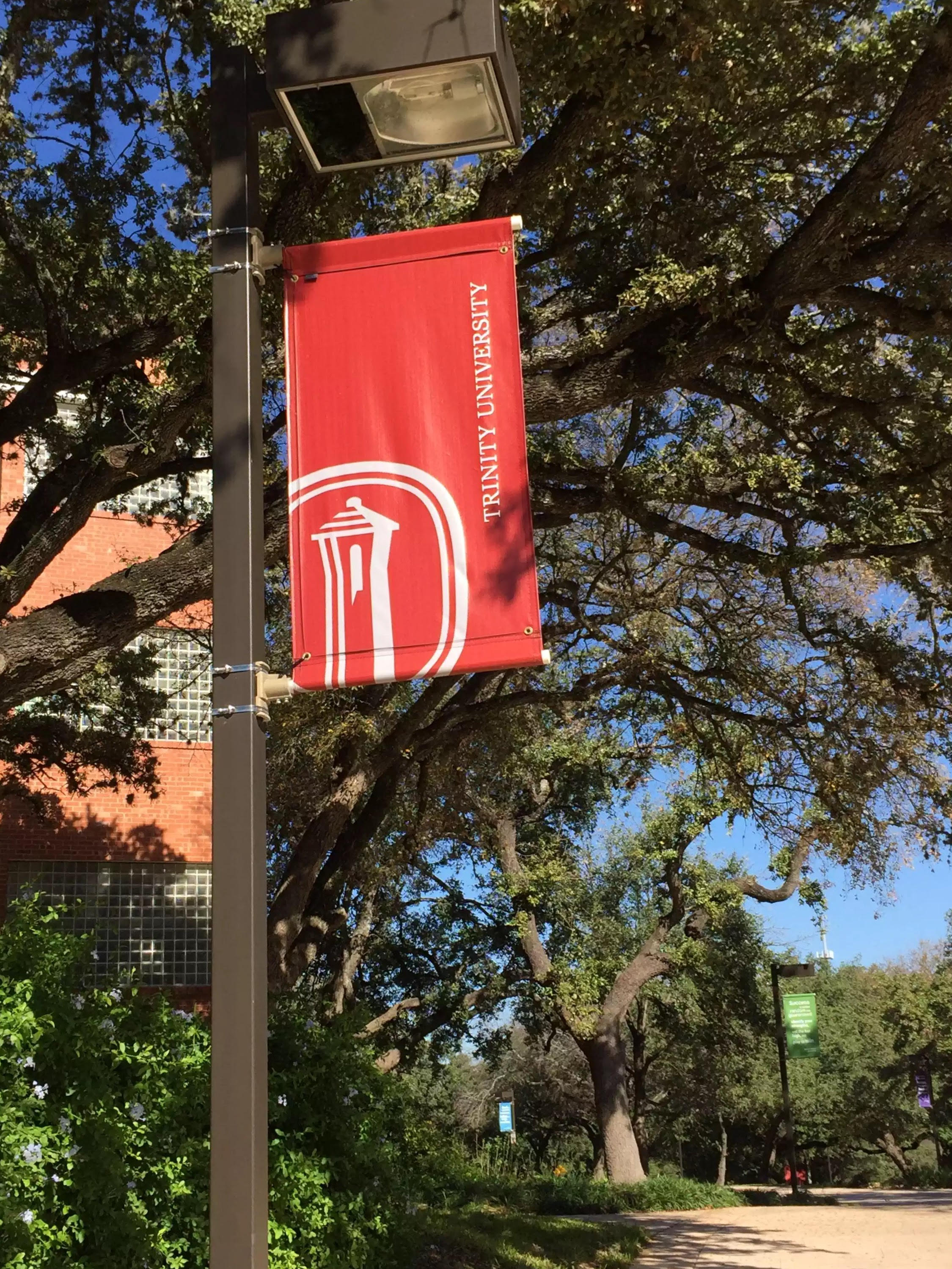
راية جامعة الثالوث

أسس كنيسة كمبرلاند المشيخية  في عام 1869 في تهواكانا، تكساس، من بقايا ثلاث كليات صغيرة في كمبرلاند المشيخية التي فقدت عددًا كبيرًا من التسجيل خلال الحرب الأهلية. تبرع جون بويد، الذي خدم في كونغرس جمهورية تكساس من 1836 إلى 1845 وفي مجلس شيوخ تكساس من 1862 إلى 1863، بـ1100 فدان من الأراضي والمساعدات المالية لإنشاء الجامعة الجديدة.
اعتقادًا منها أن المدرسة بحاجة إلى دعم مجتمع أكبر، انتقلت الجامعة في عام 1902 إلى واكساهاتشي، تكساس. في عام 1906، كانت الجامعة، إلى جانب العديد من الكنائس المشيخية في كمبرلاند، تابعة للكنيسة المشيخية المتحدة. لكن انهيار سوق الأوراق المالية عام 1929 أعاق بشدة نمو الجامعة. انخفض الالتحاق بشكل حاد، وتزايدت المديونية وتناقص أعضاء هيئة التدريس، وبدأ الأمناء في استخدام أموال الوقف للحفاظ على العمليات اليومية. وبالتالي، وضعت الرابطة الجنوبية للكليات والمدارس حالة اعتماد ترينيتي تحت المراقبة في عام 1936، مما يعرض مستقبلها للخطر. مرة أخرى، بدأ قادتها في التفكير في الانتقال إلى مجتمع أكبر لتحسين جدوى الجامعة.
وفي الوقت نفسه، في عام 1942، والكنيسة الميثودية التابعة جامعة سان أنطونيو. اقترب قادة مجتمع سان أنطونيو، الذين رغبوا في الحفاظ على كلية تابعة للبروتستانت في المدينة، من ترينيتي بعرض نقلها. غادرت الجامعة واكساهاتشي وتولت إدارة الحرم الجامعي وخريجي جامعة سان أنطونيو. (يضم حرم واكساهاتشي القديم حاليًا مقرًا لجامعة الجمعيات الجنوبية الغربية لجامعة الله). على مدار العقد التالي، كان حرم وودلون، على الجانب الغربي القريب من المدينة، منزل ترينيتي أثناء تطويره لمنزل دائم. نظرًا لافتقارها إلى المرافق الملائمة ، عملت الجامعة من خلال استخدام الثكنات العسكرية والأكواخ الصغيرة لإيواء الطلاب وتوفير مكتبة ومساحة للفصول الدراسية.
في عام 1945، استحوذت جامعة الثالوث على مقلع سابق للحجر الجيري لحرم جامعي جديد واستأجرت المهندس المعماري تكساس أونيل فورد لتصميم خطة رئيسية والعديد من المباني. بدأ البناء في عام 1950، وافتتح الحرم الجامعي الحالي في عام 1952.

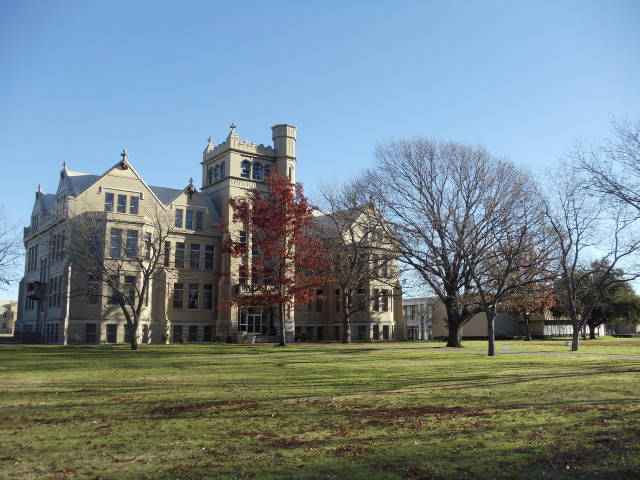
حرم جامعة الثالوث السابق في واكساهاتشي ، تكساس

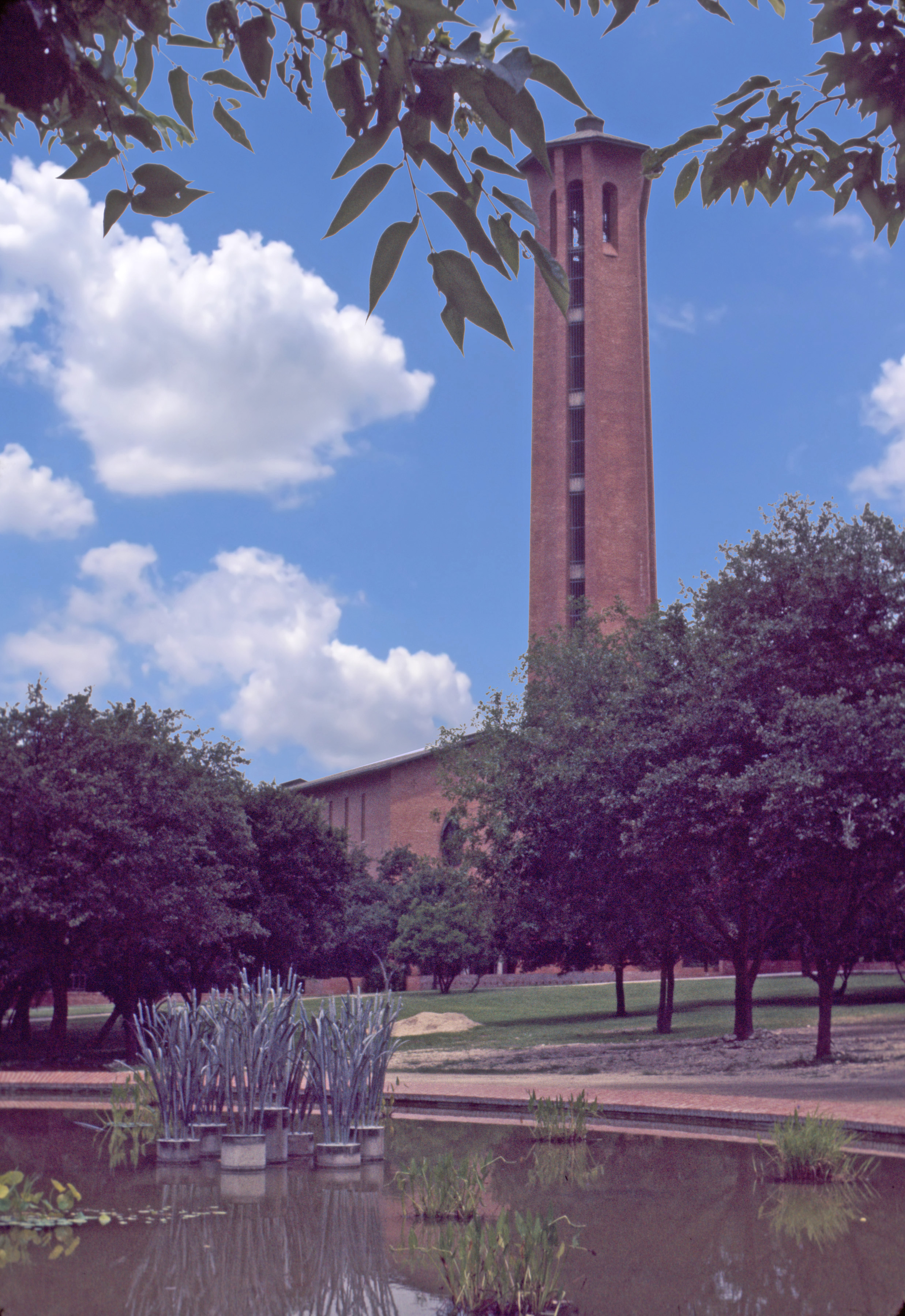
جامعة الثالوث في سان أنطونيو

عندما تم نقلها، كان الحرم الجامعي غير مطور إلى حد كبير (كانت المباني الوحيدة المكتملة هي مبنى فصل دراسي واحد، ومبنى سكني واحد، ومكتبة شبه فارغة).  ومع ذلك، تحت قيادة الدكتور جيمس دبليو لوري، الرئيس الرابع عشر للجامعة، استفادت جامعة الثالوث من موقعها الجديد في مركز حضري رئيسي سريع النمو لتنمو في مكانتها الأكاديمية. كان الدكتور لوري مسؤولاً عن زيادة منحة جامعة الثالوث بشكل كبير ، بتمويل كبير من صندوق جيمس أ وليتا إم تشابمان الخيري في تولسا، أوكلاهوما. سمح الهبة الأقوى لشركة ترنتي ببناء حرم جامعي جديد وحديث في موقع «جامعة على التل» وزيادة جودة ونطاق أعضاء هيئة التدريس مع الحفاظ على نسبة عالية من أعضاء هيئة التدريس إلى الطلاب. في عام 1969 ، دخلت جامعة الثالوث في اتفاقية عهد مع المجمع الكنسي الإقليمي للكنيسة المشيخية (الولايات المتحدة الأمريكية) التي أكدت الروابط التاريخية ، ولكنها حولت الثالوث إلى جامعة خاصة ومستقلة مع مجلس أمناء دائم. لا يزال الحرم الجامعي عضوًا «مرتبطًا تاريخيًا» في اتحاد الكليات والجامعات المشيخية.
استمر نمو جامعة الثالوث تحت قيادة رونالد كالغارد ، الذي تبع خلف لوري ، دنكان ويمبريس. في عهد الدكتور كالجارد ، نفذت الجامعة عددًا من التغييرات لرفع مكانتها. على سبيل المثال ، تحولت جامعة الثالوث إلى مدرسة جامعية سكنية ، مما يتطلب من جميع الطلاب الجدد العيش في الحرم الجامعي وتقليص عدد برامج الماجستير المقدمة من أكثر من 20 إلى أربعة. أيضًا ، خفضت جامعة الثالوث عدد طلابها من حوالي 3300 إلى 3000 (وفي النهاية إلى 2700)، وزادت منح الجدارة، وزادت التركيز على توظيف الطلاب الوطنيين، وبدأت في جدولة سلسلة قوية من المتحدثين والفعاليات الثقافية المفتوحة للجمهور.
ركز خليفة كالجارد، جون ر. برازيل، على استبدال مباني الحرم الجامعي القديمة وتحسين الموارد المالية للمدرسة. سعت «حملة جامعة الثالوث»، التي انطلقت في سبتمبر 2005، إلى جمع 200 مليون دولار أمريكي لأغراض متنوعة. وفي ختامها في 25 سبتمبر 2009 ، جمعت الحملة 205.9 مليون دولار، متجاوزة الهدف الأصلي. شغل الدكتور البرازيل منصب رئيس جامعة الثالوث حتى يناير 2010. عند إعلان تقاعده، منحه مجلس الأمناء جائزة الخدمة المتميزة، وهي أرفع وسام ترينيتي.
شغل دينيس إيه ألبورج منصب الرئيس من يناير 2010 إلى يناير 2015. خلال رئاسة Ahlburg، وضعت جامعة الثالوث  ونفذت خطة إستراتيجية لتشكيل مستقبل الجامعة. من الناحية الأكاديمية، صقلت جامعة الثالوث مناهجها لتعريف تعليم الفنون الحرة بشكل أكبر، وطوّرت برنامجًا لريادة الأعمال، وأعادت تنظيم برنامج الأعمال. أعادت جامعة الثالوث أيضًا تركيز تسويقها لرفع الصورة الوطنية للجامعة. أخيرًا، تحت قيادة أهلبورغ، قامت جامعة الثالوث ببناء مركز العلوم والابتكار ، الذي قام بتحديث وجمع المرافق العلمية لتسهيل التعاون عبر التخصصات.
داني جيه أندرسون، عالم الأدب الأمريكي اللاتيني وعميد كلية الآداب والعلوم في جامعة كانساس، خلف آهلبورغ كرئيس في مايو 2015. شغل نائب الرئيس مايكل فيشر منصب الرئيس المؤقت.

## حرم الجامعة
يطل فندق الثالوث على وسط مدينة سان انطونيو ويقع بجوار منطقة منطقة مونتي فيستا التاريخية وجنوب مدينة أولموس بارك وألامو هايتس مباشرةً. 125 أكر (0.5 كـم2)   يُشار إلى حرم سكاي لاين، الموقع الرابع للجامعة، بهندسته المعمارية المميزة المبنية من الطوب الأحمر والأراضي المصانة جيدًا، على غرار قرية إيطالية، من قبل المهندس المعماري الراحل أونيل فورد.

## الاستدامة
تُعرف الحركة البيئية في جامعة الثالوث باسم الطوب الأحمر، الحرم الجامعي الأخضر. ترينيتي عضو في التزام الرؤساء بالمناخ ويعمل بنشاط نحو حيادية الكربون. احتلت جامعة الثالوث المرتبة الخامسة في تحدي إعادة التدوير. دفع الطلاب نحو خيارات التجارة العادلة، والآن أصبحت جميع أنواع القهوة المباعة في الجامعة معتمدة من التجارة العادلة. في عام 2011 ، حصلت جامعة ترينيتي على درجة B- في بطاقة تقرير استدامة الكلية، والمعروفة أيضًا باسم بطاقة التقرير الأخضر. 
قاعة ميلر السكنية،  موطن طلاب السنة الأولى في جامعة ترينيتي، تم تجديدها وتحديثها في عام 2010، وحصلت على شهادة الريادة الذهبية في الطاقة والتصميم البيئي (LEED) من قبل مجلس المباني الخضراء الأمريكي في هذه العملية. بالإضافة إلى ذلك، تم تسجيل قاعة كالفيرت ومجمع توماس لايتنر ومركز العلوم والابتكار  في برنامج LEED التابع لمجلس المباني الخضراء وينتظرون الحصول على الشهادة.

### خطة إستراتيجية
في عام 2011، تولت جامعة الثالوث تطوير خطة إستراتيجية شاملة لمدة 10 سنوات،  لضمان استدامة الجامعة على المدى الطويل. وافق مجلس الأمناء على الخطة في مايو 2013، والتي تتضمن تفاصيل أربعة أهداف إستراتيجية:
- تعزيز فرص التعلم التجريبي
- تعزيز الاصطدامات المنتجة باعتبارها السمة المميزة
- تعزيز مشاركة الطلاب الدولية والوعي
- تعظيم الفوائد التعليمية والشخصية لجامعة الفنون الليبرالية السكنية

وأربع أسس لتحقيقها:
- تعزيز مكانة السوق وتحسين توظيف الطلاب
- كن رائدًا مبتكرًا للتميز في التدريس والبحث
- تحسين علاقات الخريجين والمشاركة والعطاء
- بناء البنية التحتية لدعم جامعة القرن الحادي والعشرين

بدأ المسؤولون في سن تفاصيل الخطة بنتائج إيجابية. من بين النقاط البارزة الأخرى، الثالوث:
- اعتمد منهجًا جديدًا
- زيادة تسويقها محليا ووطنيا
- أطلقت مراكز للتركيز على النجاح الجامعي والتعلم التجريبي والاستعداد الوظيفي والمواطنة الدولية [27]
- أطلقت شبكة تايجر نتوورك [28] لزيادة الوصول إلى أحداث الحرم الجامعي عبر الإنترنت

## المباني والهياكل البارزة

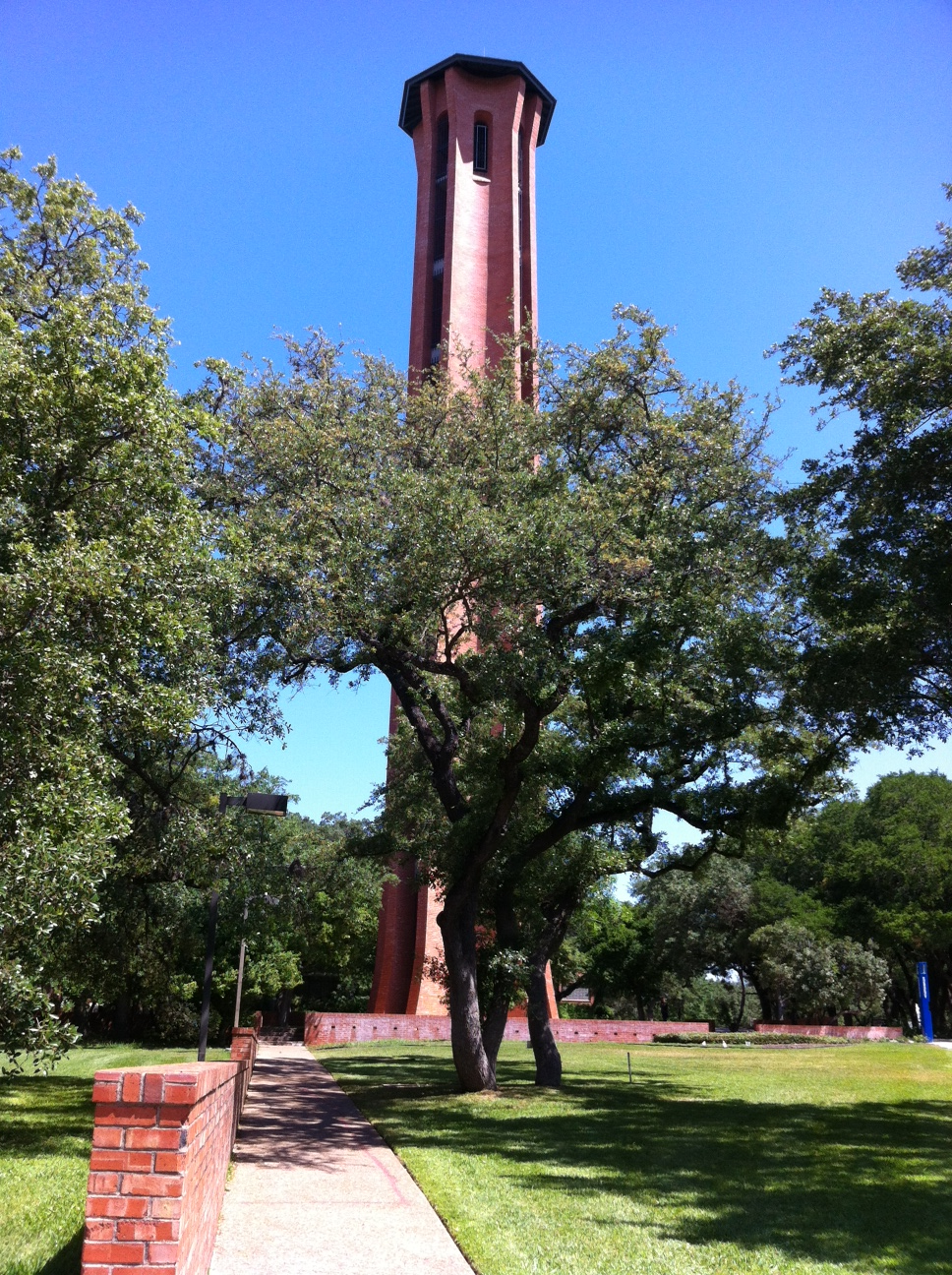
برج مورشيسون

برج مورشيسون الطويل هو المعلم الأكثر شيوعًا في الحرم الجامعي، وقد صممه أونيل فورد، مثل العديد من المباني الأخرى في الحرم الجامعي، والذي صمم أيضًا معلم سان أنطونيو، برج الأمريكتين بعد بضع سنوات بناءً على هذا التصميم. كانت في السابق أعلى نقطة في سان أنطونيو. يُضاء البرج الآن ليلاً (باستثناء الأمسيات عندما تتداخل الإضاءة مع الاحتفالات الفلكية في الحرم الجامعي)، وهو تقليد بدأ في 22 سبتمبر 2002 ، للاحتفال بالذكرى الستين لترينيتي في سان أنطونيو.

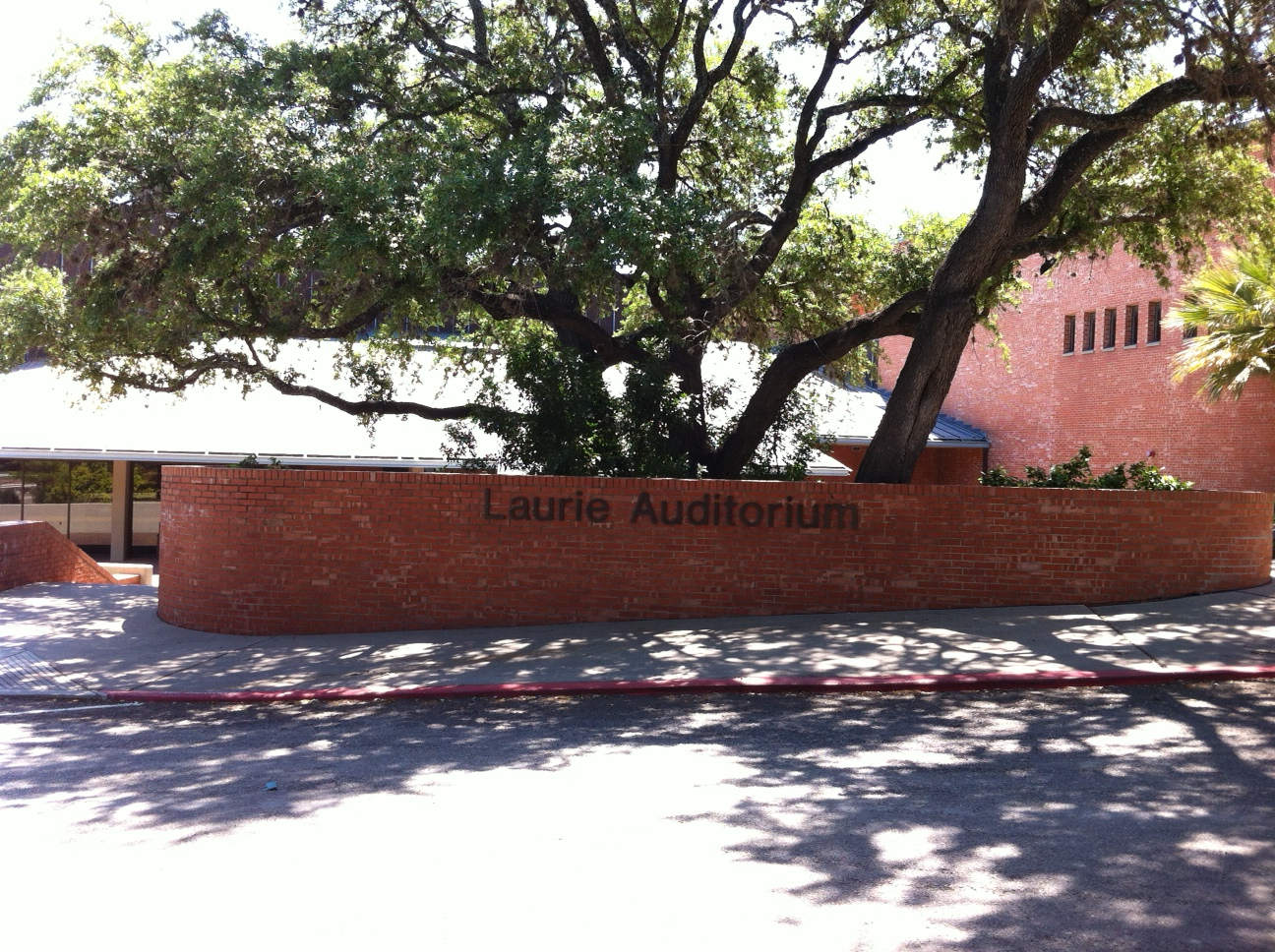
قاعة لوري

- تتسع قاعة لوري لـ 2865 مقعدًا وتستضيف فعاليات الحرم الجامعي والمجتمع. يوجد بالجامعة العديد من المحاضرات، مثل سلسلة محاضرات الثالوث المتميزة رفيعة المستوى، [29] سلسلة محاضرات طبيب الثور، وسلسلة محاضرات نوبل للاقتصاديين، [30] ومحاضرة فلورا كاميرون حول السياسة والشؤون العامة.

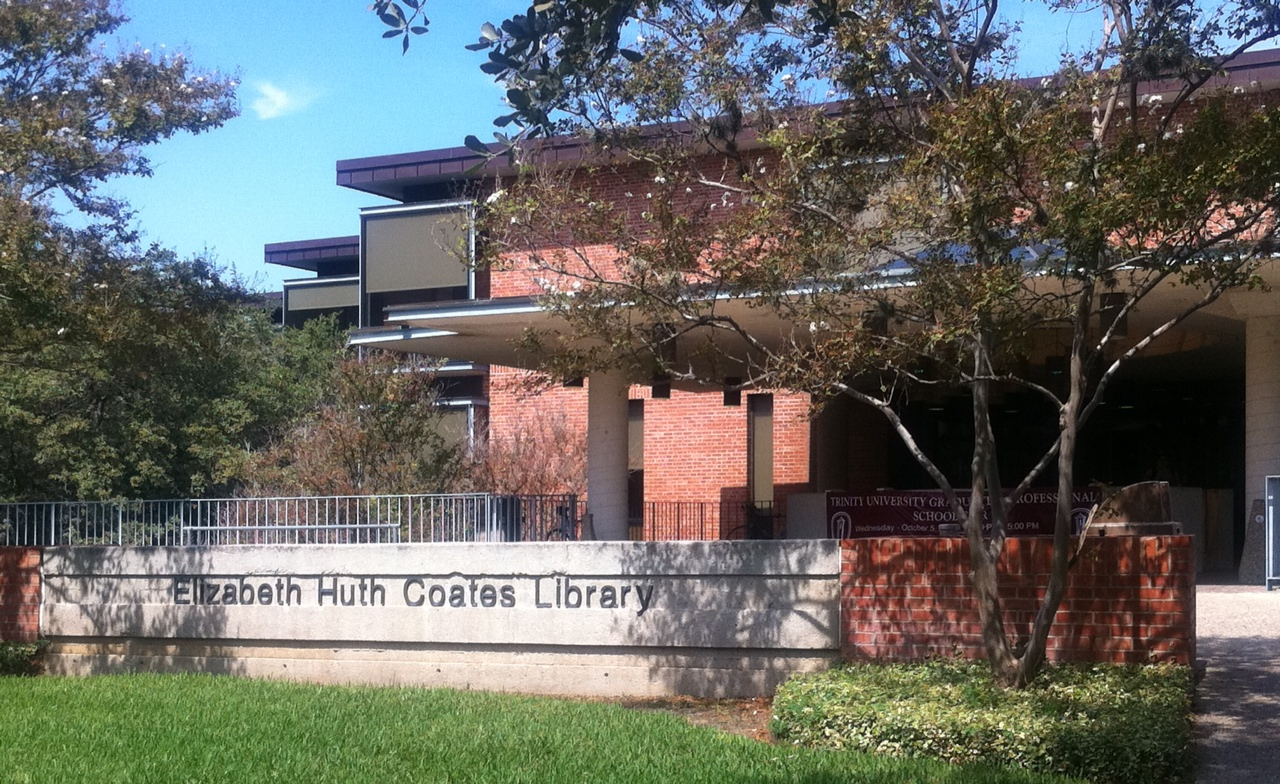
مكتبة كوتس

- تضم مكتبة إليزابيث هوث كواتس أكثر من مليون كتاب ومجلدات دورية مجلدة. المكتبة ، وهي منشأة متطورة لمدرسة بحجم ترينيتي، تضم أيضًا أكثر من 200000 مجلد من الوثائق الحكومية ، وأكثر من 1.3 مليون نموذج مصغر، وأكثر من 65000 عنصر وسائط، وتحافظ على 2400 اشتراك دوري وإمكانية الوصول إلى أكثر من 20000 دورية إلكترونية. تبلغ ميزانية الاقتناء السنوية للمكتبة أكثر من 1.8 مليون دولار أمريكي.[31] في عام 2007، حصلت المكتبة على جائزة التميز في المكتبات الأكاديمية من جمعية مكتبات الكليات والبحوث وخدمات كتاب بلاكويل ، تُمنح الجائزة لموظفي مكتبة الكلية للبرامج التي تقدم خدمات وموارد نموذجية لتعزيز المهمة التعليمية للمؤسسة [32]
- في عام 2006، تم تجديد مركز روث تايلور للفنون الجميلة ، الذي يتألف من مبنى جيم وجانيت ديكي للفنون، ومبنى كامبل وإلويز سميث للموسيقى، وقاعة روث تايلور ريسيتال بشكل كبير تحت إشراف كيل مونيوز المهندسين المعماريين، مما يوفر 20000 قدم مربع إضافية من الفضاء. حصل المبنى بعد ذلك على جائزة الجدارة للتصميم من مدينة سان أنطونيو في عام 2008.[33]

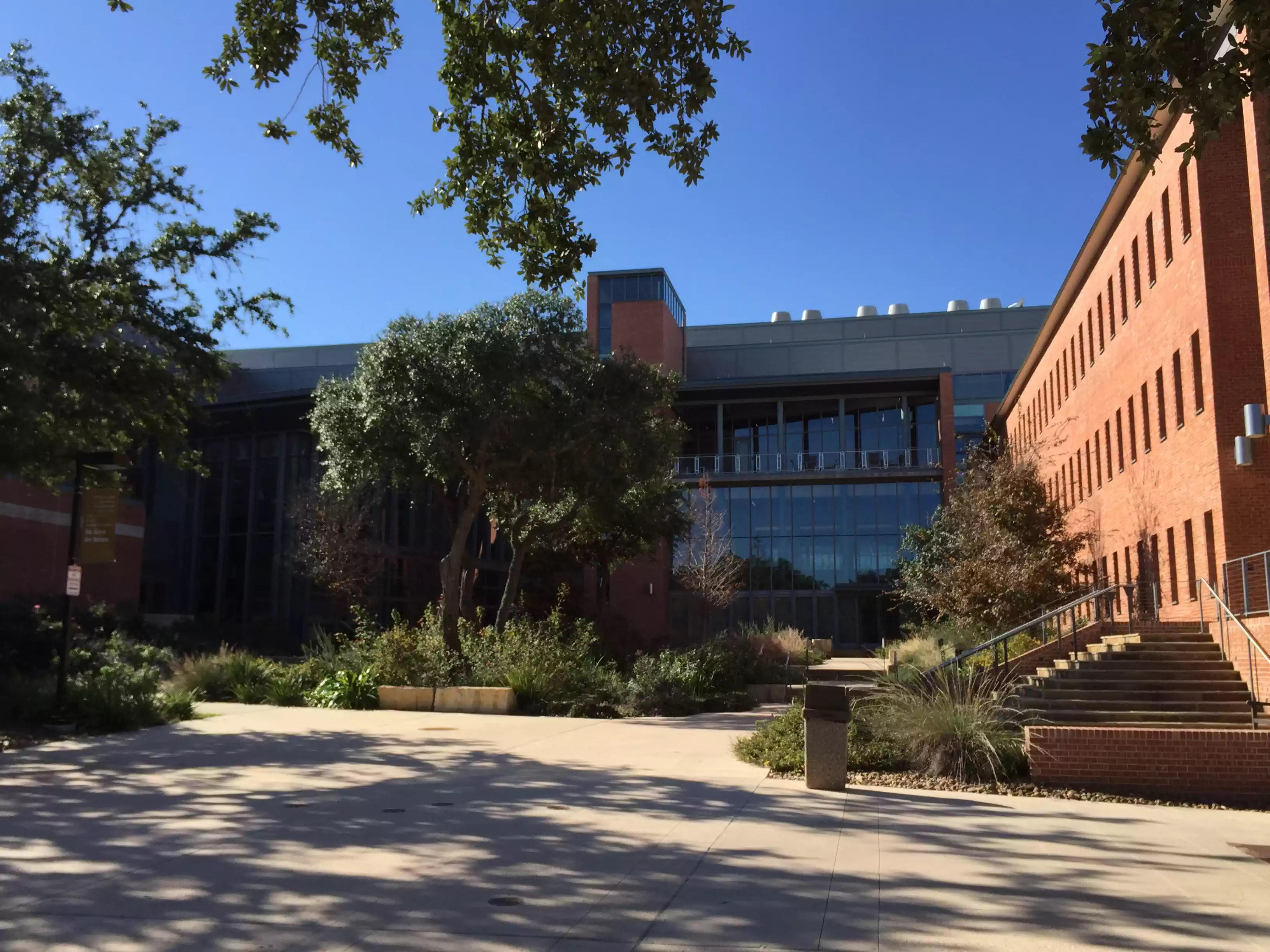
مركز العلوم والابتكار

- قام مركز العلوم والابتكار، [34] الانتهاء منه في عام 2014، بتحديث مرافق العلوم والهندسة والمختبرات بالجامعة وساعد في تسهيل التعاون عبر التخصصات. تسمح التجديدات لربط المباني القائمة بإنشاء منشأة علمية تبلغ مساحتها 300000 قدم مربع. يتميز المجمع، الحاصل على شهادة LEED Gold ، بمرصد على السطح وسقف «أخضر» حي وبيت زجاجي على السطح واستوديو تصميم وابتكار في الهواء الطلق. ساعد المبنى الجديد الثالوث في الحصول على أفضل خمسة تصنيفات في برينستون ريفيو لأفضل مرافق مختبر العلوم.[35]
- تتسع كنيسة مارجريت ب.باركر لستمائة وتشتهر بأرغن الأنبوب الكبير، وهو أكبر عضو أنبوبي في جنوب تكساس، [36] ويتألف من 5 أقسام، و102 محطة توقف، و112 رتبة، وأكثر من 6000 أنبوب. تم تركيب وحدة تحكم بأربعة أجهزة يدوية حديثة في صيف 2007، بمساعدة صندوق كالفيرت الاستئماني بالجامعة.[37] الخدمات غير الطائفية يقودها قسيس الحرم الجامعي أمسيات الأحد.

## الأكاديميون والتصنيفات

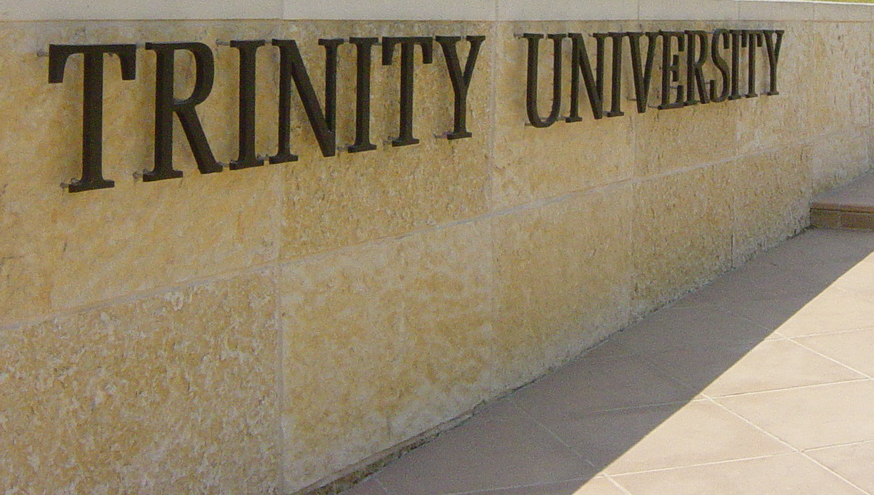

كما هو محدد في تصنيف مؤسسة كارنيجي، فإن جامعة ترينيتي هي جامعة سكنية صغيرة للغاية حيث يأتي غالبية الملتحقين بها من طلاب جامعيين. يُصنف البرنامج الجامعي بدوام كامل ومدته أربع سنوات على أنه «أكثر انتقائية، وتحويل أقل» ويركز على الفنون والعلوم مع تعايش بعض طلاب الدراسات العليا. تم اعتماد الثالوث من قبل الرابطة الجنوبية للكليات والمدارس وهو عضو في جمعية فاي بيتا كابا. الرسوم الجامعية بدوام كامل هي 44،680 $ للعام الدراسي 2019-20. الغرفة والطعام هو 13.584 دولارًا إضافيًا.

### أكاديميون
تقدم ترينيتي 47 تخصصًا و 59 تخصصًا فرعيًا في الفنون الحرة التقليدية ، والأعمال التجارية ، والعلوم ، والفنون الجميلة ، والهندسة ، وبرامج الدراسات العليا في المحاسبة ، والتدريس ، وعلم النفس المدرسي ، وإدارة المدارس ، وإدارة الرعاية الصحية  وهي الجامعة الوحيدة في سان أنطونيو لتقديم قاصر في الكتابة الإبداعية. تؤكد الثالوث على التفاعل الوثيق بين الطلاب وأعضاء هيئة التدريس في جميع التخصصات ، بنسبة 9: 1 للطلاب / أعضاء هيئة التدريس. ويبلغ عدد أعضاء هيئة التدريس المتفرغين 228 ، 98٪ منهم حاصلون على درجة الدكتوراه. أو درجة نهائية أخرى في مجالهم. حوالي 47٪ من الطلاب درسوا في الخارج في أكثر من 35 دولة.
يجب على جميع الطلاب الجامعيين إثبات الكفاءة عبر مجموعة واسعة من التخصصات الأكاديمية ، بغض النظر عن التخصص. يوفر المنهج المشترك  في جوهره أساس الفنون الحرة لجميع درجات البكالوريوس التي تمنحها ترينيتي. يتكون المنهج المشترك من المكونات التالية: 
يبدأ برنامج تجربة السنة الأولى (FYE) في خريف 2015، يجب على جميع طلاب السنة الأولى إكمال دورة مكونة من 6 ساعات معتمدة في الفصل الدراسي الأول الذي يجتمع خمسة أيام في الأسبوع. يتكون FYE من ورشة عمل للكتابة وندوة مناقشة ويوم مشترك حيث يلتقي الجميع من مختلف الأقسام للمتحدثين الضيوف أو مؤتمرات الطلاب أو جلسات المكتبة لمساعدة الطلاب في عملية البحث.
مهارات اللغة الأجنبية والحاسوب والرياضيات

#### لغات اجنبية
يجب أن يصل طلاب الثالوث إلى الحد الأدنى من الكفاءة المطابق لتلك التي تم تحقيقها بعد الانتهاء بنجاح من الفصل الدراسي الأول من السنة الثانية من دراسة اللغة الأجنبية بالكلية. ستكون دورة البكالوريا الدولية بمستوى أعلى بدرجة 6 أو 7 أو درجة 3 في اختبار لغة AP أو أعلى كافية في معظم الحالات.

#### مهارات الحاسوب
يجب أن يكون الطلاب قادرين على استخدام أجهزة الكمبيوتر لجمع وتنظيم وتحليل وتوصيل المعلومات في بيئة أكاديمية. يجب على الطلاب الذين لا يجتازون اختبارًا يوضح هذه الكفاءات استيفاء هذا المطلب من خلال إكمال دورة معتمدة مبنية على هذه المعايير.

#### الرياضيات
يتطلب الثالوث إكمال ثلاث سنوات من الرياضيات في المدرسة الثانوية، بما في ذلك علم المثلثات أو ما قبل حساب التفاضل والتكامل، للقبول كطالب في السنة الأولى. على الرغم من عدم وجود متطلبات أخرى، يتم حث جميع الطلاب على إجراء مزيد من الدراسة للرياضيات في جامعة الثالوث.
يذهب 40 بالمائة من الطلاب إلى مدرسة الدراسات العليا فور حصولهم على درجة البكالوريوس ، ويحضر 65 بالمائة من جميع الطلاب في غضون خمس سنوات من التخرج.
أشار تحليل أجراه مكتب البحوث المؤسسية إلى أن جامعة الثالوث  قد أحرزت تقدمًا كبيرًا في عدد الخريجين الذين يواصلون نيل درجات الدكتوراه. من الطلاب الذين حصلوا على درجة البكالوريوس بين عامي 1982 و1986، ذهب 2.9 ٪ لنيل الدكتوراه؛ من أولئك الذين حصلوا على درجة البكالوريوس بين عامي 1997 و2001، حصل 8.5 ٪ منهم. قامت جامعة الثالوث  بتحسين تصنيفها في هذه الفئة من 328 إلى 38th بين الكليات والجامعات الأخرى.

### الترتيب
- تم تصنيف جامعة الثالوث في المرتبة الأولى في الغرب في تصنيف يو إس نيوز آند وورد ريبورت لعام 2021 «للجامعات الإقليمية»، والمرتبة الثانية لـ «أفضل قيمة» ، والمرتبة الثالثة لـ «أفضل تعليم جامعي»، والمرتبة الثامنة «الأكثر إبداعًا»، و احتل المركز 117 في قائمة «أفضل أداء في مجال التنقل الاجتماعي».[45] تم تصنيف برنامج الهندسة الجامعية الخاص بها في المرتبة 33 من أصل 220 مدرسة في الولايات المتحدة حيث لا يتم تقديم الدكتوراه. [45]
- صنفت واشنطن الشهرية  جامعة الثالوث في المرتبة السابعة من بين 614 جامعة ماجستير في 2020 من أجل «تعزيز الصالح العام»، بناءً على الحراك الاجتماعي والبحث والمشاركة المدنية.
- يضع التمويل الشخصي من كيبلنجر  جامعة الثالوث في المرتبة 37 في تصنيفها لعام 2019 لأفضل 177 جامعة خاصة قيمة في الولايات المتحدة.[46]
- صنفت فوربس  جامعة الثالوث على المستوى الوطني في تصنيفها لعام 2019 لـ 650 كلية وجامعة. تقيم فوربس استثمارًا جامعيًا من منظور المستهلك، مع التركيز على جودة التدريس، والتوقعات المهنية، ومعدلات التخرج، ومستويات الديون عند التخرج.
- أقرت مجلة برينستون ريفيو ترينيتي في طبعتها لعام 2017 لأفضل 381 كلية ، دليل الكلية السنوي ، وظهرت في الدليل منذ نشرها لأول مرة.

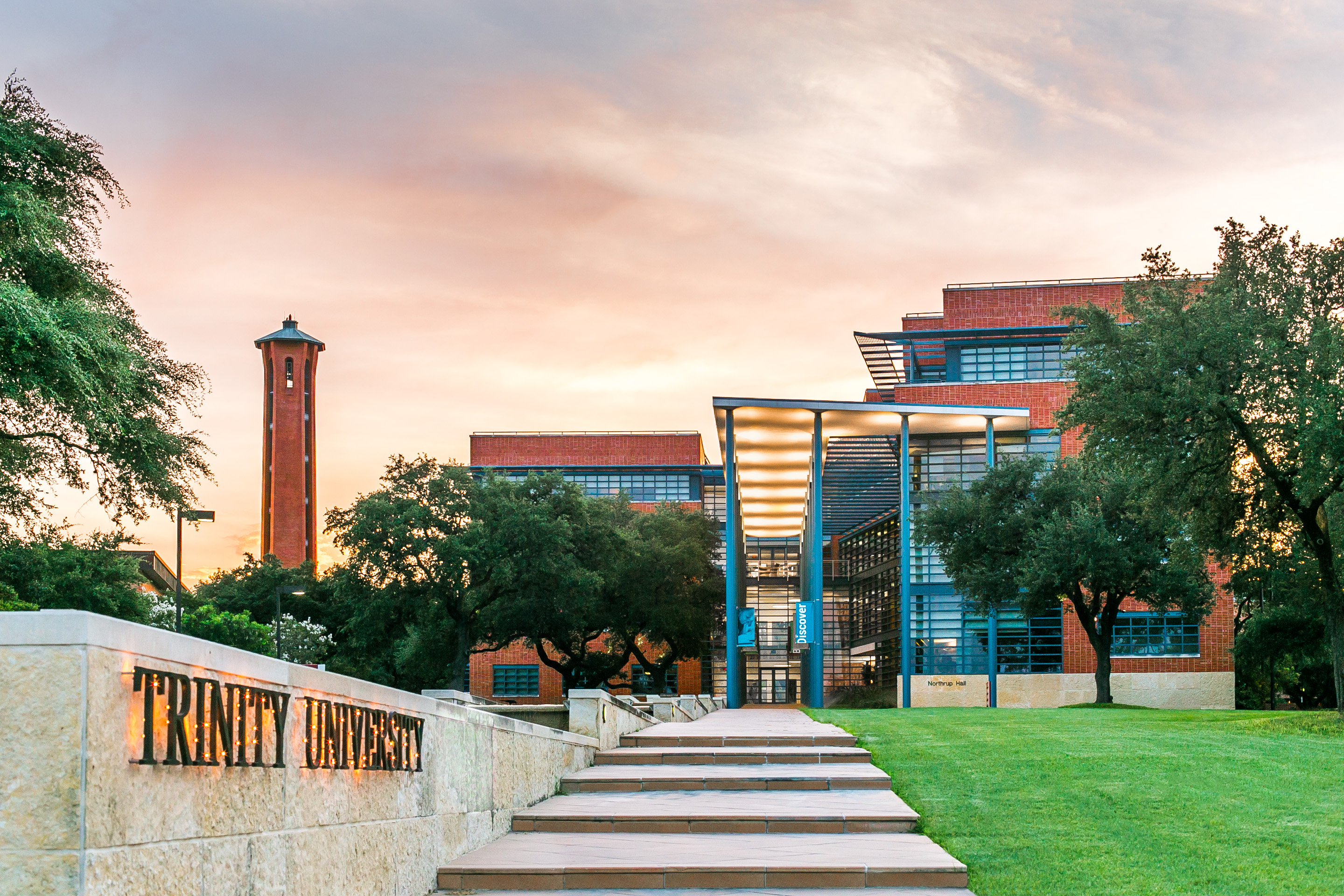
نورثروب هول أثناء غروب الشمس في جامعة ترينيتي في سان أنطونيو ، تكساس
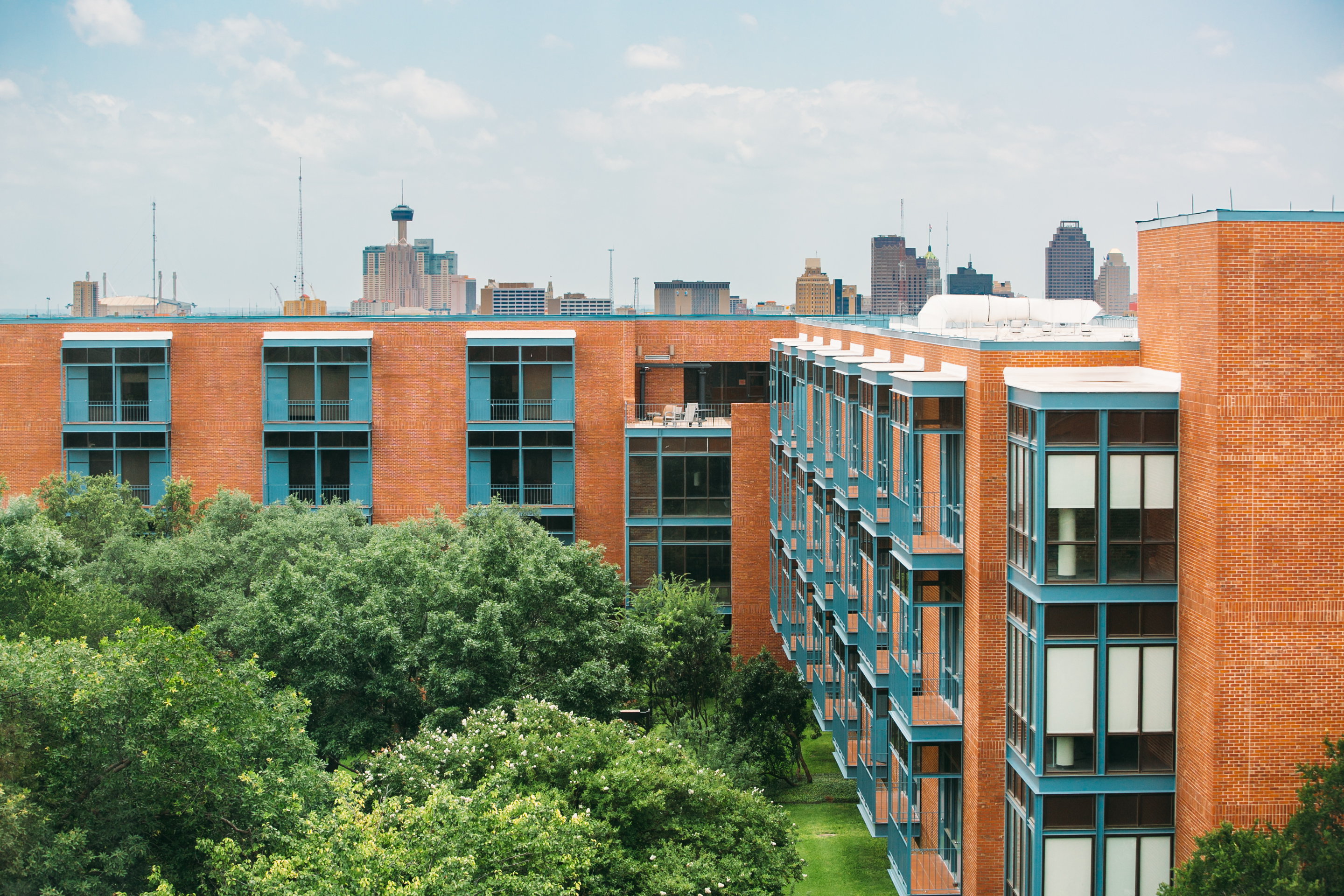
تمنح مساكن الطلاب الثالوثية للطلاب إطلالة فريدة على أفق سان أنطونيو.
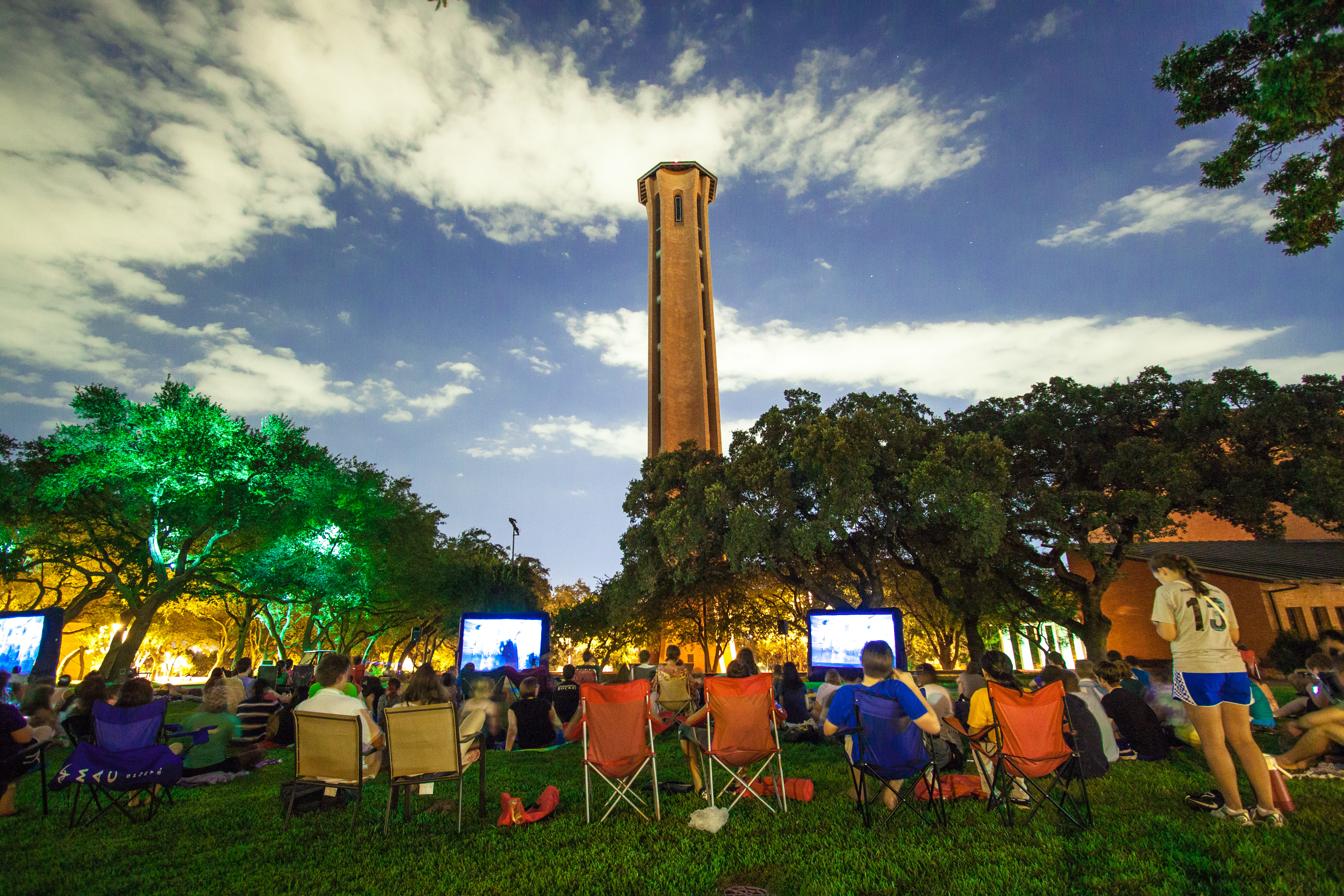
يشاهد الطلاب فيلمًا من إنتاج برج مورشيسون من أبرز سمات جامعة ترينيتي

## روابط خارجية
- الموقع الرسمي